# دوغلاس مينديز
خطأ لوا في mw.text.lua على السطر 25: bad argument #1 to 'match' (string expected, got nil).
دوغلاس مينديز موريرا هو لاعب كرة قدم برازيلي ولد بتاريخ 13 يونيو 2004.

## مسيرته
بدأ مسيرته في نادي بونتي بريتا البرازيلي ثم إنتقل لنادي ريد بل براغانتينو البرازيلي وبعدها تمت إعارته لنادي ليفيرنغ النمساوي قبل أن ينتقل له بشكل نهائي.

## وصلات
دوغلاس مينديز على موقع قاعدة بيانات كرة القدم.إي يو (الإنجليزية)
- دوغلاس مينديز على موقع Soccerway.com (الإنجليزية)
- دوغلاس مينديز على موقع عالم كرة القدم.نت (الإنجليزية)